# NewSpace
NewSpace, alt.space, ou encore entrepreneurial space sont des termes qui désignent un mouvement ou une philosophie liée à, mais pas synonyme de, l'émergence d'une industrie spatiale d'initiative privée au début du XXIe siècle, stimulée par certains gouvernements afin de renforcer la compétitivité sur le plan international tout en garantissant l'indépendance stratégique dans des secteurs clés. Ils concernent plus particulièrement le groupe des relativement nouvelles compagnies aérospatiales travaillant au développement d'un accès low-cost et public à l'exploration spatiale. Parmi celles-ci, on peut nommer SpaceX d'Elon Musk ou Blue Origin de Jeff Bezos.

## Historique

### Legacy Space

#### Les acteurs
Au début de l’ère spatiale, les acteurs clés du domaine sont des agences spatiales dirigées par des gouvernements comme la NASA, l'ESA, la JAXA, les organismes d'État soviétiques (transférés à une agence civile, devenue Roscosmos, à la chute de l'URSS), ainsi que des compagnies de défense et d’aérospatiale telles que Airbus, Boeing, Thales Alenia Space, Lockheed Martin et Mitsubishi Heavy Industries. Pour mieux comprendre comment le secteur spatial était régi à l’époque, il est utile de considérer plus précisément le cas de la NASA. La NASA ne fonctionnait pas toute seule, elle était dépendante de plusieurs connexions importantes avec d’autres secteurs américains. Parmi eux, le Congrès américain est très important, car il constituait la source unique de financement de l'agence. Il était lui-même conseillé par l'OTA (Office of Technology Assessment (en)), ce qui permettait de mieux évaluer les retombées économiques de la recherche spatiale. Ces secteurs américains permettaient également de donner des « inputs » utiles, comme des conseils sur les priorités à avoir par la « National Academies of Science and Engineering ». Les industries et les partenaires universitaires ont également été importants dans le développement de différents projets, allant des rover martiaux aux télescopes spatiaux. La relation entre la NASA et les entreprises commerciales était de l’ordre du contractuel, c’est-à-dire que c’était la NASA qui dirigeait l’ensemble des opérations. Même quand ce type d’acteurs développait la charge utile, ils étaient toujours dépendants de la NASA pour le lancement de celle-ci. La NASA, ou les autres agences spatiales gouvernementales, constituent donc l’échelon supérieur, celui qui mène les projets, que ce soit en termes de design, de construction et d’opération.

#### L'idéologie

##### Les enjeux
L’objectif principal des programmes spatiaux gouvernementaux s’articulait autour des découvertes scientifiques et de l’exploration spatiale. Le but était donc une meilleure compréhension de l’univers qui nous entoure et sa découverte. Mais il est réducteur de s'axer sur ces deux domaines, car les enjeux liés à l'espace étaient très diversifiés dès le départ. C'était notamment un lieu de croisement des intérêts militaires, avec tout ce qui a un rapport à la surveillance de la Terre grâce aux premiers satellites, mais également politiques et géostratégiques. Il est intéressant à noter également que la plupart des activités spatiales s’inséraient dans le contexte très lourd de la guerre froide, ce qui impliquait des concours politiques et idéologiques dans la conquête de l’espace extra-atmosphérique. En effet, le capitalisme américain a été opposé au communisme de l'URSS dans une course à l'espace pour mettre en comparaison aux yeux du monde la puissance et la rapidité d'innovation et de développement des différentes puissances. Ce sont donc tous ces différents intérêts qui ont grandement motivé et inspiré le développement des premières activités spatiales.

##### La gestion du risque
Le risque élevé des activités spatiales a dû être envisagé dès le début. Les cultures de haute fiabilité telles que celles de la NASA et de l'ESA sont longtemps venues avec de hautes performances. Malgré tout, cette impression de fiabilité et de bonne gestion du risque n'était peut-être que ce que faisait miroiter au public la NASA, au vu de ses nombreux succès. Il ne faut pas oublier ses échecs, comme l'accident de Challenger en 1986, qui permet de mettre en lumière des problèmes de l'écosystème américain spatial. Cet accident serait notamment dû à des pressions extérieures et intérieures à la NASA. Ces pressions extérieures se manifestaient en un risque de perte du soutien du public et par la suite la perte la plus importante des financements venant du Congrès américain. Les pressions intérieures se manifestaient par des délais à respecter dus aux pressions extérieures, ce qui faisait que les dirigeants des programmes devaient mettre en balance le risque de coupure des financements contre le risque sécuritaire. Tout ceci a mené, dans le cas du crash de Challenger, à l'ignorance de certains appels d'ingénieurs, qui sont devenus routiniers, au détriment de la sécurité des passagers.

#### L'économie
La base de l’économie spatiale de l’époque provenait des gouvernements. Notamment, dans le cas de la NASA, c’est le Congrès américain qui alloue les ressources financières que cette agence peut utiliser. Les objectifs d’exploration et de découverte scientifique étaient les arguments principaux de vente du programme spatial au grand public et au Congrès américain pour obtenir ces financements, mais le financement servait surtout à stimuler la R&D (Research and Development) et l’innovation technologique dans les entreprises partenaires de la NASA, lesquelles ne prendraient pas de tels risques s’il n’y avait pas un marché artificiel créé par la commande publique. C’est la façon américaine de justifier le soutien de son industrie et de la R&D (Research and Development) sans passer par des subventions. Ils la finançaient par de grosses commandes publiques sur des thématiques à risque, le risque étant assumé par le public et pas par l’industrie, ce qui lui permettait de développer des technologies avant qu’elles n’aient un intérêt commercial.
Depuis 1972 officiellement, le Congrès américain a lui-même été conseillé par l'OTA (Office of Technology Assessment), mis en place durant la décennie précédente dans le but de comprendre l'impact scientifique et technologique des découvertes que leur soutien financier permettait, et du coup de mieux évaluer les retombées économiques de la recherche spatiale de la NASA. Ceci a en retour influencé les budgets alloués à l'agence spatiale américaine.

### Début du NewSpace

#### Les étapes importantes
Il n'y a pas de date précise lorsque l'on parle du début du NewSpace. Cependant il peut être noté que le NewSpace doit sa naissance, aux États-Unis, à une remise en question structurelle liée à la fin du contexte de bipolarité. Il s'agissait alors de permettre aux États-Unis de conserver l'avance technologique accumulée au cours de la guerre froide en permettant à des entreprises mandatées par le Congrès, ainsi que le département du Commerce, de commercialiser des technologies alors réservées au domaine militaire. L'imagerie satellite, jusqu'alors destinée au renseignement satellitaire, en est l'un des premiers exemples.
À cet effet, plusieurs changements importants ont été réalisés On peut tout de même citer les changements importants du domaine spatial qui ont influencés la transition d'une logique de conflictualité liée à la guerre froide vers le NewSpace :
- Le "Launch Services Purchase Act", signé le 28 oct. 1998, oblige la NASA à, dès que possible, utiliser des lanceurs privés pour ses programmes. Cette Act a signé un coup d'envoi pour les entreprises privées américaines. Cette loi a été signée en France.
- En 2002, le financement de SpaceX constitue une entrée majeure d’une entreprise privée dans le secteur spatial.
- En 2006, le terme "NewSpace" a été inventé par la Space Frontier Foundation à la suite du succès de plusieurs entreprises qui rendent la fantaisie de l'espace commercial imminente[5].
- En 2011, à la suite du retrait de la navette spatiale américaine[6], la NASA a dû dès lors se baser sur des entreprises privées telles que SpaceX pour réapprovisionner la Station spatiale internationale.

## L'écosystème du NewSpace

### Les nouveaux acteurs et leurs rôles
L’« Old Space » et ses acteurs ont dû s’accommoder du rôle grandissant de leurs partenaires commerciaux, ainsi que d’une nouvelle vague d’entreprises privées. Parmi celles-ci, ce sont principalement des startups, des fonds de capital risque et des grosses compagnies d’Internet comme Google et Microsoft qui se sont installées dans le domaine. Leur rôle suit maintenant leurs intérêts, plutôt que ceux des agences gouvernementales, comme c’était le cas auparavant. Ces entreprises privées couvrent une grande variété des domaines du spatial, mais les plus importants sont notamment le transport et les satellites.

### Évolution du rôle des anciens acteurs
La NASA garde les mêmes objectifs de base que sont l’exploration et la découverte scientifique, mais elle a été obligée d’adapter la manière d’y arriver. Comme vu dans les étapes importantes du NewSpace, elle ne possède plus de fonds pour le transport et doit donc établir des partenariats étroits avec des entreprises privées, telle que SpaceX par exemple. L’agence a également expérimenté de nouvelles plateformes d’innovations ouvertes, qui donnent plus d’accès, de fonds et de puissance aux partenaires commerciaux pour modeler le futur de l’exploration spatiale. D’autres modèles d’innovation où le public est invité à résoudre des questions posées par les chercheurs de la NASA ont également été testés. Même si ces méthodes d’innovations « ouvertes » sont encore limitées dans l’agence actuellement, cela représente tout de même le fait que les solutions ne plus uniquement inventées au sein du cadre strict de la NASA.

## Changement d'intérêts
L’arrivée de plus en plus d’entreprises privées a constitué un changement majeur des intérêts liés à l’espace. Ces acteurs ne sont plus très intéressés par l’exploration et la découverte spatiale, mais ils favorisent des cas pragmatiques d’applications commerciales et les innovations qui les rendent réalisables. Ces intérêts viennent avec un retour de l’attention vers la Terre et son orbite basse, plutôt que l’espace lointain, et des bénéfices qui sont envisageables à court-terme. En effet, l’activité majeure commerciale du NewSpace est pour l’instant dirigée vers le déploiement rapide de réseaux satellitaires afin de créer une « colonne vertébrale » de communications pour un Internet orbital, ainsi que des capteurs à distance pour différentes industries telles que l’agriculture et la sécurité.

## Économie
De gros changements ont été opérés sur l’économie spatiale depuis le NewSpace. Pour commencer, la diversification des sources financières est beaucoup plus importante. Le marché artificiel, créé d'abord par le financement gouvernemental, a permis aux entreprises privées de ne pas prendre de tels risques en s'y aventurant. Mais depuis, les gouvernements ont peu à peu perdu leur monopole en tant que source financière unique et comme principaux clients du secteur commercial spatial. Celui-ci est devenu plus accessible de nos jours grâce à des technologies qui sont devenues rentables entre-temps. D'ailleurs, il est nettement en train de prendre le pas sur le marché de l’économie spatiale. Cette tendance est réfléchie par l’importance des buts comme l’efficacité et l’abordabilité chez de nombreuses entreprises comme SpaceX, Blue Origin, mais également chez d’autres acteurs du secteur spatial, comme l’Agence spatiale du Royaume-Uni (UK Space Agency).

## Liste (non exhaustive) des acteurs actuels duNewSpace
| Nationalité      | Nom                     | Date de création             | PDG (Président Directeur Général)        |
| ---------------- | ----------------------- | ---------------------------- | ---------------------------------------- |
| États-Unis       | Space X                 | 14 mars 2002                 | Elon Musk                                |
| États-Unis       | Blue Origin             | 8 septembre 2000             | Jeff Bezos                               |
| États-Unis       | Rocket Lab              | Juin 2006                    | Peter Beck                               |
| États-Unis       | Virgin Galactic         | 2004                         | Michael Colglazier                       |
| France           | HyPrSpace               | 2019                         | Alexandre Mangeot                        |
| France           | OPUS AEROSPACE          | 2019                         | Safouane Benamer                         |
| France           | Anywaves                | Avril 2017                   | Nicolas Capet                            |
| France           | Latitude                | 5 mars 2019                  | Stanislas Maximin et Saidi Bekerman Ilan |
| France           | Spartan Space           | 27 Janvier 2021              | Peter Weiss                              |
| France Allemagne | The Exploration Company | 11 Juin 2021 16 Juillet 2021 | Hélène Huby                              |
| France           | MaiaSpace               | 6 décembre 2021              | Yohann Leroy                             |
| Chine            | LandSpace               | 1 juin 2015                  | Zhang Changwu                            |
| Nouvelle-Zélande | Dawn Aerospace          | 2017                         | Stefan Powell                            |
| Allemagne        | Isar Aerospace          | 2018                         | Daniel Metzler                           |